# Carolina Cosse
Carolina Cosse (ur. 25 grudnia 1961 w Montevideo) – urugwajska inżynierka i polityczka. Od 2025 roku Wiceprezydentka Urugwaju.

## Życiorys

### Edukacja i kariera zawodowa
Cosse urodziła się 25 grudnia 1961 roku w Montevideo, stolicy Urugwaju. Jej matka była nauczycielką historii, a ojciec aktorem i bankierem.
W 1991 roku ukończyła studia inżynierskie z inżynierii elektrycznej. W 2009 roku ukończyła studia magisterskie z inżynierii matematycznej na Uniwersytecie Republiki. W trakcie studiów była członkinią Unión de la Juventud Comunista.
W 2010 roku została szefową telekomunikacyjnego przedsiębiorstwa państwowego ANTEL będącego własnością urugwajskiego skarbu państwa. Pracowała również w Siemensie, Codetelu, Edesurze i Verizonie.

### Działalność polityczna
1 marca 2015 roku została Ministrą Przemysłu, Energii i Górnictwa w rządzie prezydenta Urugwaju Tabaré Vázqueza. Stanowisko pełniła do 1 marca 2020.
W 2019 roku ogłosiła swój start w wyborach na prezydenta Urugwaju w wyborach generalnych w 2019 roku, jednak przegrała walkę o nominację partyjną z Danielem Martínezem. Bezskutecznie starała się również o nominację wiceprezydencką. W wyborach z powodzeniem wystartowała do Senatu Urugwaju, zostając jednym z 30 senatorów.
29 stycznia 2020 roku Komunistyczna Partia Urugwaju ogłosiła jej kandydaturę na Burmistrza Montevideo w wyborach samorządowych. W trakcie kampanii wyborczej pozostawała senatorem, nie zrzekając się mandatu. Wygrała wybory, uzyskując 21% głosów. Jej kontrkandydatka Laura Raffo uzyskała prawie dwukrotnie więcej głosów, jednak z powodu systemu wyborczego Ley de lemas nie została wybrana.
8 listopada 2023 roku ogłosiła swój ponowny start na prezydenta Urugwaju w wyborach przewidzianych na kolejny rok, pomimo wcześniejszych zapewnień, że nie wystartuje w wyborach jeżeli zostanie burmistrzem stolicy. W lipcu 2024 roku przegrała prawybory z Yamandú Orsim. Kilka tygodni później Orsi mianował ją swoją kandydatką na wiceprezydenta. 8 lipca zrezygnowała ze stanowiska burmistrzyni Montevideo; od 1 marca przebywała na bezpłatnym urlopie. W listopadzie wspólnie z Orsim wygrali wybory prezydenckie przeciwko kandydatom z Partii Narodowej, zdobywając 784 523 z 1 555 957 oddanych w drugiej turze głosów.

### Życie prywatne
W wieku 19 lat urodziła syna o imieniu Rodrigo, a rok później córkę Maríę. Jest rozwódką.